# Elecciones estatales de Baviera de 1974
Las Elecciones estatales de Baviera de 1974 se llevaron a cabo el 27 de octubre de ese año.
En Baviera la CSU batió récords: 62,1% de los votos y el 64,8% de los escaños. Ganó casi 6 puntos y 8 escaños.
Los socialdemócratas del SPD perdieron 3 puntos y 6 escaños. La segunda fuerza se encontraba a más de 32 puntos de la primera y tenía menos de la mitad de escaños que la primera.
Los liberales perdieron cuatro décimas y 2 escaños.
Un dato importante sobre esta elección fue que para las mismas se abolió la antigua ley electoral (en donde un partido debía obtener el 10% de los votos en al menos un distrito electoral para obtener representación parlamentaria) y entró por primera vez en vigor la cláusula del cinco por ciento.
Los resultados fueron:
| Partido Político | Partido Político                    | Porcentaje | Escaños |
| ---------------- | ----------------------------------- | ---------- | ------- |
|                  | Unión Social Cristiana de Baviera   | 62,1       | 132     |
|                  | Partido Socialdemócrata de Alemania | 30,2       | 64      |
|                  | Partido Liberal de Alemania         | 5,2        | 8       |
|                  | NPD                                 | 1,1        | 0       |
|                  | Partido de Baviera                  | 0,8        | 0       |
|                  | Partido Comunista Alemán            | 0,4        | 0       |